# Karl Sanders
Karl Sanders (Greenville, 5 giugno 1963) è un cantante, chitarrista e bassista statunitense, membro fondatore dei Nile, una band Death metal a tema egittologico.
Prima di fondare il suo gruppo principale, Sanders era in una band thrash metal chiamata "Morriah". Durante i tardi anni ottanta, suonò, tra gli altri, con un giovane gruppo che più avanti avrebbe fatto la storia del genere, i Morbid Angel.
Sono rinomate le sue abilità tecnico-compositive con la chitarra, oltre che per l'estrema velocità di esecuzione. Karl è sponsorizzato e fornito dalla Jackson Guitars e dalla Dean Guitars, oltre che dalla sua linea di strumenti personalizzati, la KxK-Guitars. Nella classifica dei migliori chitarristi rock\metal, secondo Digital Dream Doors, si trova alla centesima posizione.
In molte tracce da lui composte, figurano strumenti più esotici, che è lo stesso Sanders a suonare.
Dispone inoltre di una nutrita conoscenza della mitologia e della cultura egizia, che influenza in maniera determinante i lavori della sua band: è lui, infatti, la "mente" dietro la musica dei Nile.

## Progetto solista
Sanders iniziò il suo side project da solista nel 2004. Molti elementi accomunano questa fatica a ciò la sua band principale propone.
Il primo album di studio, Saurian Meditation, è stato pubblicato nell'ottobre dello stesso anno sotto l'etichetta Relapse.
Nel 2009 viene pubblicato un secondo full-length, Saurian Exorcism.

## Equipaggiamento
- Chitarra: Kxk Warrior V, Jackson Custom Nile King V, Dean ML 79, e una Fender Stratocaster
*Pickup: Seymour Duncan Invader
*Amplificazione: testata Marshall JCM 2000 e casse Marshall.

## Discografia

### Con i Nile
- 1998 – Amongst the Catacombs of Nephren-Ka
- 2000 – Black Seeds of Vengeance
- 2002 – In Their Darkened Shrines
- 2005 – Annihilation of the Wicked
- 2007 – Ithyphallic
- 2009 – Those Whom the Gods Detest
- 2012 – At the Gate of Sethu
- 2015 – What Should Not Be Unearthed
- 2019 – Vile Nilotic Rites

### Da solista
- 2004 - Saurian Meditation
- 2009 - Saurian Exorcisms

### Con i Behemoth
- 2004 - Demigod (Assolo di chitarra nel brano "XUL")